# Quaderni Rossi
«Красные тетради» (итал. Quaderni Rossi) — итальянский марксистский теоретический журнал, существовавший в 1961—1966 гг. Оказал большое влияние на развитие марксистской мысли в стране и стал центром притяжения операистского интеллектуального течения в нём.

## Номера журнала
1. Lotte operaie nello sviluppo capitalistico (Рабочая борьба и развитие капитализма)
2. La fabbrica e la società (Предприятие и общество)
3. Piano capitalistico e classe operaia (Капиталистический план и рабочий класс)
4. Produzione, consumi e lotta di classe (Производство, потребление и классовая борьба)
5. Intervento socialista nella lotta operaia (Социальные открытия в рабочей борьбе)
6. Movimento operaio e autonomia nella lotta di classe (Рабочее движение и автономия в классовой борьбе)